# Bachelorvereniging Bachelor.be vzw
De Bachelorvereniging Bachelor.be vzw verenigt alle professioneel gerichte bachelors die een driejarige academische opleiding volgden aan een departement van een hogeschool in de Vlaamse Gemeenschap. Bachelor.be vzw is de enige Bachelorvereniging in Vlaanderen en België.
Bachelor.be vzw verdedigt de beroepsbelangen, in de breedste zin, van de Bachelor uit het professioneel gericht hoger onderwijs en vormt een brug tussen de hogescholen en de beroepenvelden in een Europese context.
Bachelor.be vzw heeft als doel om alles over de professioneel gerichte Bachelor te verzamelen en te publiceren. Bachelor.be voorziet bachelorvacatures, 2x per jaar een brochure met navormingen voor bachelors, de mogelijkheden tot verder studeren, een eigen bachelor-afstudeerprijs, verzameling van andere bachelor-afstudeerprijzen, symposium, activiteiten, overzicht hogeschoolopleidingen, enz.
Bachelor.be verkreeg onder meer dat alle vroegere gegradueerden vanaf 1 juli 2005 met de graad van bachelor gelijkgeschakeld zijn.

## De term Bachelor
Bachelor is een term die oorspronkelijk afstamt van het Latijnse woord baccalarius (9e eeuw). De betekenis hiervan was destijds "iemand van nobele of gegoede afkomst met een sociale of maatschappelijke status die niet al te hoog is maar ook niet de allerlaagste". Aangezien dit vaak jonge mensen betrof verbreidde de betekenis van het woord zich ook uit naar een "ongetrouwde man" of "vrouw". De universiteiten gaven het Latijnse woord een eigen betekenis. Zo werd in de 13e eeuw voor het eerst de laagste universitaire graad aangeduid met de term baccalaureatus. Waarschijnlijk is deze term een samenvoeging van de Latijnse termen 'baccalarius' en 'laureatus' (wat gelauwerde betekent). In het Engels maakte men hier weer bachelor van. In tegenstelling tot de Angelsaksische landen was de graad in Nederland (en Vlaanderen) geheel in onbruik geraakt. In Nederland en Vlaanderen bestond er een gelijkwaardige titel Kandidaats voor de eerste graad aan de universiteit (2 of 3 jaar studie). Na 1980 werd deze in Nederland vervangen in propedeuse (1e jaar), alhoewel deze in Vlaanderen nog wel bleef bestaan.

## Geschiedenis
Bachelor.be werd opgericht op 6 juli 1998 door een aantal oudstudentenverenigingen onder de naam NUG (Nationale Unie der Gegradueerden). 
Op 13 januari 2004 migreerde de NUG naar Bachelor.be vzw
Op 13 maart 2014 werd Bachelor.be vzw ontbonden

## Voorzitters
- Franz Hegemann
- Marc Peetermans
- René Berton
- Yves Stevens